# Margherita Durastanti

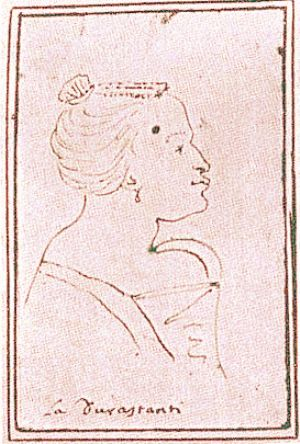
Caricatura de Margherita Durastanti en el Teatro San Juan Crisóstomo, Venecia.

Margherita Durastanti (activa entre 1700-1734) fue una cantante del Véneto del siglo XVIII. Vocalmente, se describía mejor como soprano, aunque más adelante en su carrera su tesitura cambió a ser mezzosoprano.
Actuó profesionalmente por primera vez en Mantua en 1700, pero es particularmente recordada por su asociación con el compositor Händel: de hecho disfruta de la mayor asociación personal con el compositor como cantante.
Después de cantar en Venecia, Parma, Florencia y Nápoles, llegó a Londres en 1720, donde le ofrecieron un contrato en la Real Compañía de Händel. Los papeles que Händel escribió para ella durante los próximos cinco años demostraron sus habilidades considerables como cantante y actriz.